# De Havilland DH.16
Een De Havilland DH.16 is een Britse dubbeldekker uit het eind van de jaren 10 van de 20e eeuw, gebouwd door vliegtuigfabrikant Airco.
Het vliegtuig is ontworpen onder leiding van de Brit Geoffrey de Havilland. Ín de DH-16 zit de piloot in een open cockpit, onder de bovenste vleugel. In de kleine cabine onder het cockpitgedeelte konden maximaal vier passagiers.
Het prototype maakte zijn eerste proefvlucht in maart 1919 vanaf Hendon Aerodrome. In totaal zijn er slechts 9 DH.16's gebouwd. Eén DH.16 werd er verkocht aan een Argentijnse luchtvaartmaatschappij. De overige acht gingen naar het Britse bedrijf Aircraft Transport & Travel Limited (AT&T). Van alle DH.16's zijn er 2 gecrasht en 5 vernietigd, de staat van de overige twee toestellen is niet bekend.

## De Havilland DH.16 bij KLM
In het eerste jaar van het bestaan van de KLM leasede de maatschappij in totaal 4 DH.16's inclusief vliegers van AT&T. Het toestel met registratie G-EALU vloog tussen Schiphol en Croydon en verzorgde zo de eerste lijnvlucht van de KLM. Een van de De Havilland-toestellen moest vrijwel meteen worden afgeschreven. Binnen een jaar kocht KLM eigen vliegtuigen aan van het Nederlandse Fokker en zo werd het contract met AT&T opgezegd. In de verdere geschiedenis van KLM is nog met De Havilland DH.9‘s en DH.89A Dragon Rapide's gevlogen.